# Dzwonnica (jaskinia)
Dzwonnica – jaskinia, a właściwie schronisko, w Dolinie Kościeliskiej w Tatrach Zachodnich. Ma dwa otwory wejściowe znajdujące się w skałkach Zbójnickiej Turni, na wysokości 1225 metrów n.p.m. Jaskinia jest pozioma, a jej długość wynosi 20 metrów.

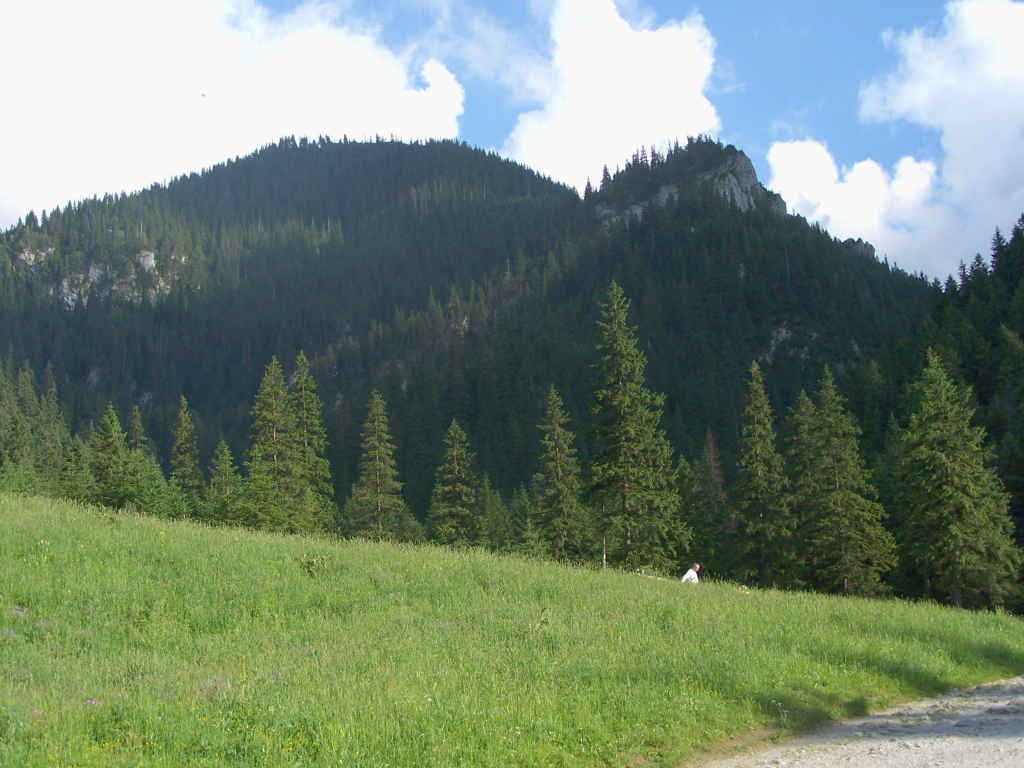
Zbójnickia Turnia

## Opis jaskini
Jaskinia jest tunelem, przebijającym na wylot jedną z turni. Oba otwory jaskini są półkoliste.

## Przyroda
Jaskinia stanowi prawdopodobnie stary, podziemny przepływ Potoku Kościeliskiego. 
Tunel jest suchy, występują w nim porosty.

## Historia odkryć
Jaskinia była znana od dawna. Pierwszy jej opis podał Jan Gwalbert Pawlikowski w 1887 roku.